# Форманова, Людмила
Людмила Форманова (чеш. Ludmila Formanová; род. 2 января 1974[…], Часлав, Среднечешский край) — чехословацкая и чешская бегунья на короткие и средние дистанции.
Первых серьёзных успехов достигла в 1993 году, когда выиграла чемпионат Европы среди юниоров на дистанции 800 метров. На чемпионате мира в помещении 1999 года выиграла серебряную медаль в эстафете 4×400 метров. В 1998 году стала чемпионкой Европы в помещении в беге на 800 метров. 1999 год принёс ей золотой дубль — выиграла дистанцию 800 метров на чемпионате мира на открытом воздухе, и чемпионат мира в помещении.
На Олимпийских играх 1996 года в Атланте вышла в полуфинал, но заняла там только 6-е место (1:59,28) и не сумела выйти в финал. На Олимпийских играх 2000 года в Сиднее считалась одним из основных фаворитов, но не сумела финишировать уже в предварительном забеге.
Закончила карьеру в 2007 году. Тренировалась у знаменитой Ярмилы Кратохвиловой.